# Mike Hollimon
Michael T. Hollimon dit Mike Hollimon, né le 14 juin 1982 à Dallas (Texas), est un ancien joueur américain de baseball ayant évolué en Ligue majeure de baseball. 

## Carrière
Après des études secondaires au Jesuit College Prep de Dallas (Texas), Mike Hollimon suit ses études supérieures à  l'Université du Texas à Austin (Texas) où il porte les couleurs des Texas Longhorns de 2002 à 2004 puis à l'Oral Roberts University (2005).
Il est drafté en juin 2005 par les Tigers de Détroit.
Hollimon passe trois saisons en Ligues mineures avant d'effectuer ses débuts en Ligue majeure le 9 juin 2008. Blessé en préparation de la saison 2008 (dislocation de l'épaule gauche), sa blessure le handicape lourdement à partir d'août 2008. Il termine la saison sur la liste des blessés, et commence l'année 2009 à l'infirmerie. De retour en ligues mineures en 2009 (29 matches en Double-A), il se blesse à nouveau et termine encore la saison sur la liste des blessés sans avoir été aligné en Ligue majeure.

## Statistiques
En saison régulière
| Statistiques de frappeur |         |    |    |   |   |    |    |    |     |    |      |
| Saison                   | Équipe  | J  | AB | R | H | 2B | 3B | HR | RBI | SB | BA   |
| 2008                     | Détroit | 11 | 23 | 4 | 6 | 2  | 1  | 1  | 2   | 0  | .261 |
| Totaux                   | Totaux  | 11 | 23 | 4 | 6 | 2  | 1  | 1  | 2   | 0  | .261 |

Note: J = Matches joués; AB = Passages au bâton; R = Points; H = Coups sûrs; 2B = Doubles; 
3B = Triples; HR = Coup de circuit; RBI = Points produits; SB = buts volés; BA = Moyenne au bâton 